# Mediuna
Mediuna es una ciudad de Marruecos, capital de la provincia de Mediuna, en la región de Casablanca-Settat. Limita con la ciudad de Casablanca, del lado de Derb Sultane.
La ciudad toma su nombre de la vecina tribu de los Mediouna, una tribu de origen bereber zenético cuyo territorio se encontraba en la llanura Chaouïa marroquí, cubriendo parcialmente la ubicación de la actual Casablanca. La ciudad es conocida por albergar el basurero más grande de Casablanca. Todos los residuos recogidos en Casablanca se reciben y procesan en el vertedero de Médiouna.